# 阿蘇 (布農族)
阿蘇（布農語：Asu），是台灣布農族傳說中的人物，因為失信導致病痛時得不到他人協助，最後變成了狗。

## 形象
阿蘇因為經常說謊，導致舌頭很早就被割掉而無法大聲喊叫，而且部落的人也不怎麼相信他，這也導致了最後發生在他身上的慘劇。

## 傳說
過去阿蘇和部落裡的朋友上山打獵時，進行到一半他的身體就開始有點不舒服，但因為回程的路途遙遠，要花兩到三天的時間，所以他也沒有回去，而是在打獵結束後要求同伴揹他下山，但因為獵到的動物很多需要先處理、而且朋友們也不相信他的說法，只認為那是要找人揹他下山的說詞，最後他們先把阿蘇安置在獵寮裡，自己先帶著獵物回去，並且答應他在把獵物帶回去後會回來幫助他。
然而，他的朋友們在回去後並沒有立刻回去找他，而是先回家處理打獵期間累積的家事，就這樣過了十幾天，阿蘇一個人在山上，身體越來越差，到最後甚至都走不了，只能爬著去獵寮附近的水邊喝水，每天晚上還發出「Luu-Luan」的呻吟。直到他的同伴想起他還在山上，並且察覺事情不對時才派人去接他，但在被派去的人抵達獵寮時，沒有找到阿蘇，反而出現一隻對人們很友善的動物，其他人提到阿蘇的名字時還會特別興奮地搖尾巴，他們才知道那隻動物是阿蘇變成的，就把牠帶回去照顧。
後來，布農族就以阿蘇的名字（Asu）來稱呼那種動物，也就是狗。

## 其他傳說
另有版本的布農族傳說認為狗是一對兄妹在家人忙於農事時假稱要回家煮飯，並且偷偷在家裡交合時被發現而被家人打成了狗；或是狗本來就是布農族人從某處海邊帶回來飼養，並且因為每次打獵後都把功勞往自己身上攬而被族人割掉舌頭，再也無法說話。